# (13560) La Pérouse
(13560) La Pérouse, désignation internationale (13560) La Perouse, est un astéroïde de la ceinture principale.

## Description
(13560) La Pérouse est un astéroïde de la ceinture principale. Il fut découvert par Eric Walter Elst le 2 septembre 1992 à l'ESO. Il présente une orbite caractérisée par un demi-grand axe de 3,04 UA, une excentricité de 0,088 et une inclinaison de 9,49° par rapport à l'écliptique.
Il fut nommé en hommage au navigateur français Jean François de Galaup, comte de La Pérouse, (1741-1788).

## Compléments